# Pomatostomidae
Los pomatostómidos (Pomatostomidae) o gárrulos de Australia y Nueva Guinea, son una familia de aves paseriformes de tamaño pequeño a mediano endémicas de la región de Australia-Nueva Guinea. Estas cinco especies de gárrulos son omnívoras, muy sociales, viven en grupos familiares y pequeñas bandadas de alrededor de 20 individuos que se alimentan juntas en el suelo, y se llaman ruidosamente entre sí durante todo el día. 
Por muchos años se clasificó a los gárrulos con alguna incertidumbre dentro de la familia Timaliidae (o charlatanes del Viejo Mundo), basándose en las similitudes de aspectos y hábitos. Sin embargo, investigaciones más recientes indican que ellas pertenecen al suborden Corvida, en vez del Passerida al que pertenecen los Timaliidae, y ahora son clasificadas en una familia propia separada. de todas maneras se sigue utilizando charlatán como nombre común para las especies de ambas familias.

## Especies de Pomatostomidae
- Pomatostomus halli - gárrulo de Hall;
- Pomatostomus ruficeps - gárrulo coronirrufo;
- Pomatostomus superciliosus - gárrulo cejudo;
- Pomatostomus temporalis - gárrulo coronigrís.

- Garritornis isidorei - gárrulo papú.